# Lintusaari (ö i Södra Savolax, Nyslott, lat 62,02, long 29,46)
Lintusaari är en ö i Finland. Den ligger i sjön Puruvesi och i kommunen Nyslott i  landskapet Södra Savolax, i den sydöstra delen av landet, 300 km nordost om huvudstaden Helsingfors. Öns area är 6,7 hektar och dess största längd är 0,5 kilometer i öst-västlig riktning.